# 朱清周
《朱清周》（英語：Chu Chin Chow），是Oscar Asche指导和编写的一部音乐剧，故事取材于《阿里巴巴和四十大盗》，在伦敦上映时曾创造过记录。